# Miklós Fehér
Miklós "Miki" Fehér (Tatabánya, 20 de julho de 1979 – Guimarães, Portugal, 25 de janeiro de 2004) foi um futebolista húngaro.
A carreira de Fehér começou no Győri ETO, tendo representado em Portugal os clubes FC Porto,  Salgueiros e o SC Braga, antes de se mudar para o Benfica. Fez a sua estreia na seleção da Hungria em outubro de 1998 contra o Azerbaijão, tendo marcado sete gols em 25 partidas. Fehér morreu durante uma partida em que o Benfica enfrentava o Vitória SC em Guimarães pelo Campeonato Português, em 25 de janeiro de 2004.

## Biografia
Miklos Fehér nasceu a 20 de Julho de 1979 e foi atacante da selecção nacional húngara. Começou por jogar num clube da sua cidade natal, o Gyõri ETO FC, tendo sido o Benfica o ponto alto da sua carreira. Era irmão da apresentadora e modelo Orsi Silva Fehér.
A 25 de Janeiro de 2004 e com apenas 24 anos, jogou a sua última partida contra o Vitória de Guimarães.
Após receber um cartão amarelo, começou a sentir-se mal e pôs as mãos nos joelhos, tendo de seguida caído de costas no chão. Foi prontamente assistido pelos médicos das duas equipas, que se aperceberam de que ele estava em paragem cardiorrespiratória; o jogo em Guimarães terminou de imediato. Os médicos tentaram reanimá-lo no próprio relvado sem resultados. Foi transportado para o hospital, não tendo sobrevivido à paragem cardíaca. Nessa noite, ficou na morgue do hospital para ser submetido a uma autópsia. Daí o seu corpo foi transportado para o Estádio da Luz, onde lhe foram prestadas homenagens e passado poucos dias para a Hungria onde se realizaram as cerimónias fúnebres, na cidade de Tatabánya.

## Carreira
Fehér foi visto pela primeira vez pelos olheiros do FC Porto ainda quando jogava no seu país pelo Győri ETO FC. Assinou contrato em 1998, mas nunca se conseguiu impor na equipa; como ainda era jovem foi emprestado para ganhar experiência. Juntou-se a outro clube da cidade do Porto, o Salgueiros. Teve uma época mediana, mas foi novamente transferido, desta vez para o Braga, onde teve a sua melhor época, tendo marcado 14 golos em 26 partidas.
Após o presidente do clube, Pinto da Costa, se ter desentendido com o agente do jogador, Fehér negou-se a cortar relações com o seu agente e abandonou o clube como "Persona non grata". Foi para Lisboa tendo assinado pelo Benfica, onde marcou por oito vezes em 30 partidas.

## Morte

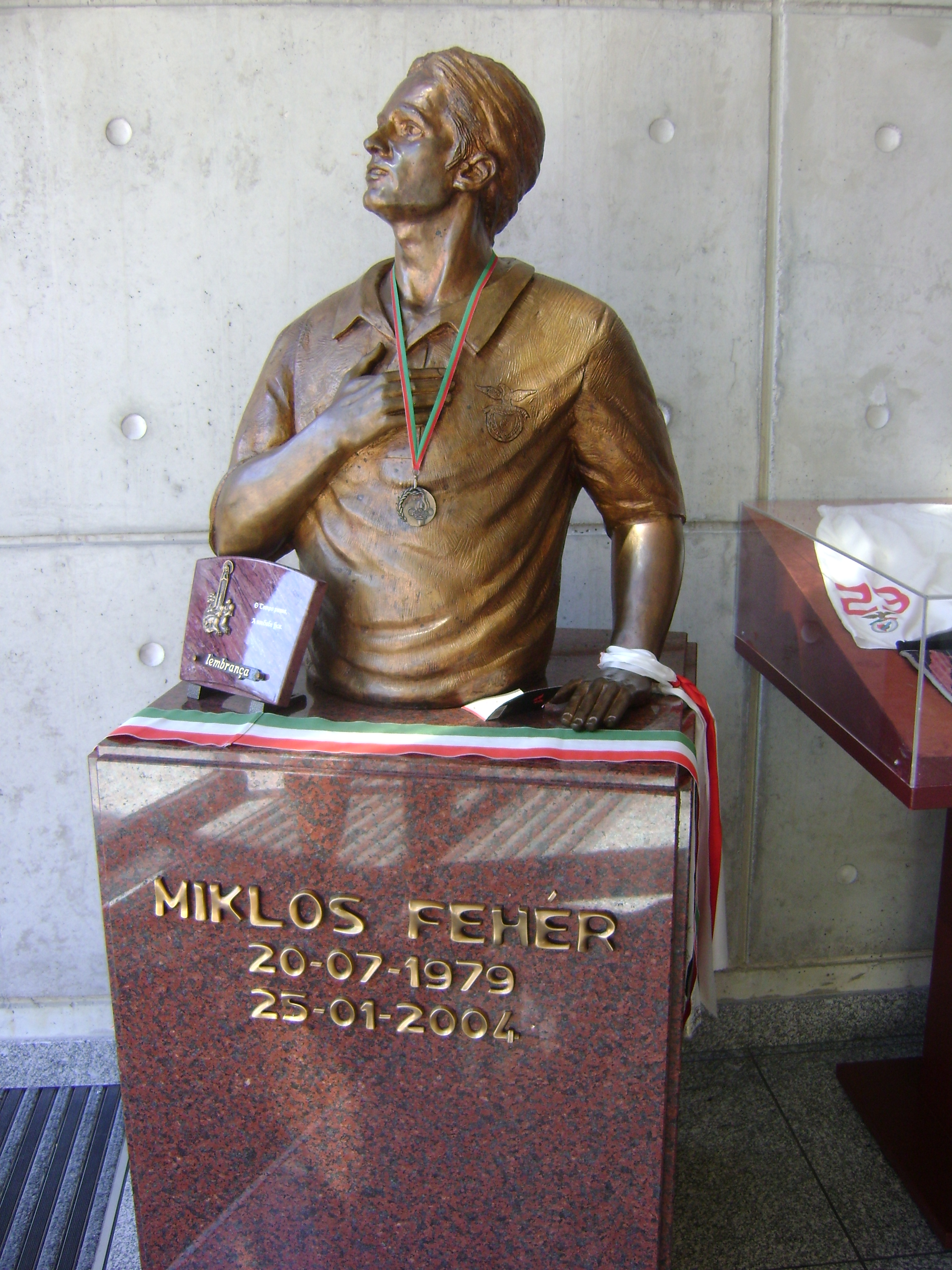
Memorial no Estádio da Luz.

No dia 25 de janeiro de 2004, o Benfica viajou até Guimarães. O jogo estava a ser transmitido em direto na televisão e o Benfica ganhava por 1-0. Após impedir um lançamento lateral ao jogador adversário, Fehér recebeu um cartão amarelo, tendo de seguida sentindo-se mal acabando por cair inanimado no campo. Os médicos e colegas aperceberam-se de imediato que tinha sofrido uma paragem cardiorrespiratória, e o seu colega Sokota tirou-lhe a língua da garganta com as suas próprias mãos para que Miki não sufocasse imediatamente, tendo de seguida sido submetido a manobras de reanimação, nesta altura todo o estádio já se tinha apercebido da gravidade da situação. Uma ambulância entrou no campo para transportar o jogador para o hospital de Guimarães. A sua condição física foi acompanhada ao longo do dia pelos média portugueses, e antes da meia-noite a morte de Fehér foi confirmada. O médico-legista mais tarde anunciou que Fehér morreu devido a uma fibrilação ventricular devido a uma cardiomiopatia hipertrófica. Tinha 24 anos.
Em sua memória, o Benfica retirou o número 29 usado por ele, sendo que este número nunca mais será utilizado por um jogador do Benfica.
Apesar de Fehér ter deixado o FC Porto para o rival de Lisboa, após a sua morte, Reinaldo Telles (diretor) e José Mourinho (treinador), prestaram a sua homenagem no Estádio da Luz, onde o seu corpo esteve.
A comitiva do Benfica, que integrava o presidente Luís Filipe Vieira, o treinador Giovanni Trapattoni e todo o plantel principal, viajou até à Hungria, entregando aos pais de Fehér a medalha de campeão da liga 2004-05, em respeito ao jogador e à sua passagem pelo clube. Já lhe tinham dedicado o troféu da Taça de Portugal de 2003–04.
A 9 de outubro de 2009, um dia antes do jogo de qualificação para o Campeonato do Mundo de Futebol de 2010 contra Portugal, em Lisboa, a seleção húngara depositou uma coroa de flores junto a um busto de metal de Fehér no estádio do Benfica, em homenagem à sua memória. Antes de um jogo da Liga Conferência no local onde morreu, o clube húngaro Puskás Akadémia FC prestou-lhe homenagem a 20 de julho de 2022, dia em que completaria 43 anos.

## Títulos
Porto
- Primeira Liga: 1998–99
- Taça de Portugal: 1999–2000
- Supertaça Cândido de Oliveira: 1998, 1999

Benfica
- Taça de Portugal: 2003–04[6]

Individual
- Young Hungarian Player of the Year: 1997
- Ferenc Puskás Award: 2000